# Hasse Winberg
Hans (Hasse) Sigfrid Winberg, född 27 december 1936 i Kinna i Älvsborgs län, död 22 april 2003 i Steneby församling i Dalsland, var en svensk skulptör och konstsmed.
Han var son till plåtslagaren Johan Winberg och hans hustru Karolina och från 1962 gift med Laila Lundgren. Efter att Winberg studerat fyra år vid Steneby yrkesskola i Dals-Långed avlade han gesällprov i konstsmide 1959 därefter följde en gesällvandring till bland annat Tyskland. Han fortsatte sina studier vid Slöjdföreningens skola i Göteborg 1960–1962 samt för Arne Jones och Asmund Arle vid Kungliga konsthögskolan i Stockholm. Han medverkade i Borås och Sjuhäradsbygdens konstförenings utställningar i Borås och han var representerad i utställningen Nutida svensk skulptur som visades på Liljevalchs konsthall 1966 samt utställningen Elementia i Härnösand. Winberg arbetade huvudsakligen med skulpturala utsmyckningsuppgifter för offentlig miljö med skulpturer utförda i aluminium, mässing och plexiglas. Bland hans offentliga arbeten märks skulpturen Polybas för Sahls bostadsområde i Eskilstuna.    